# Halo de 22°

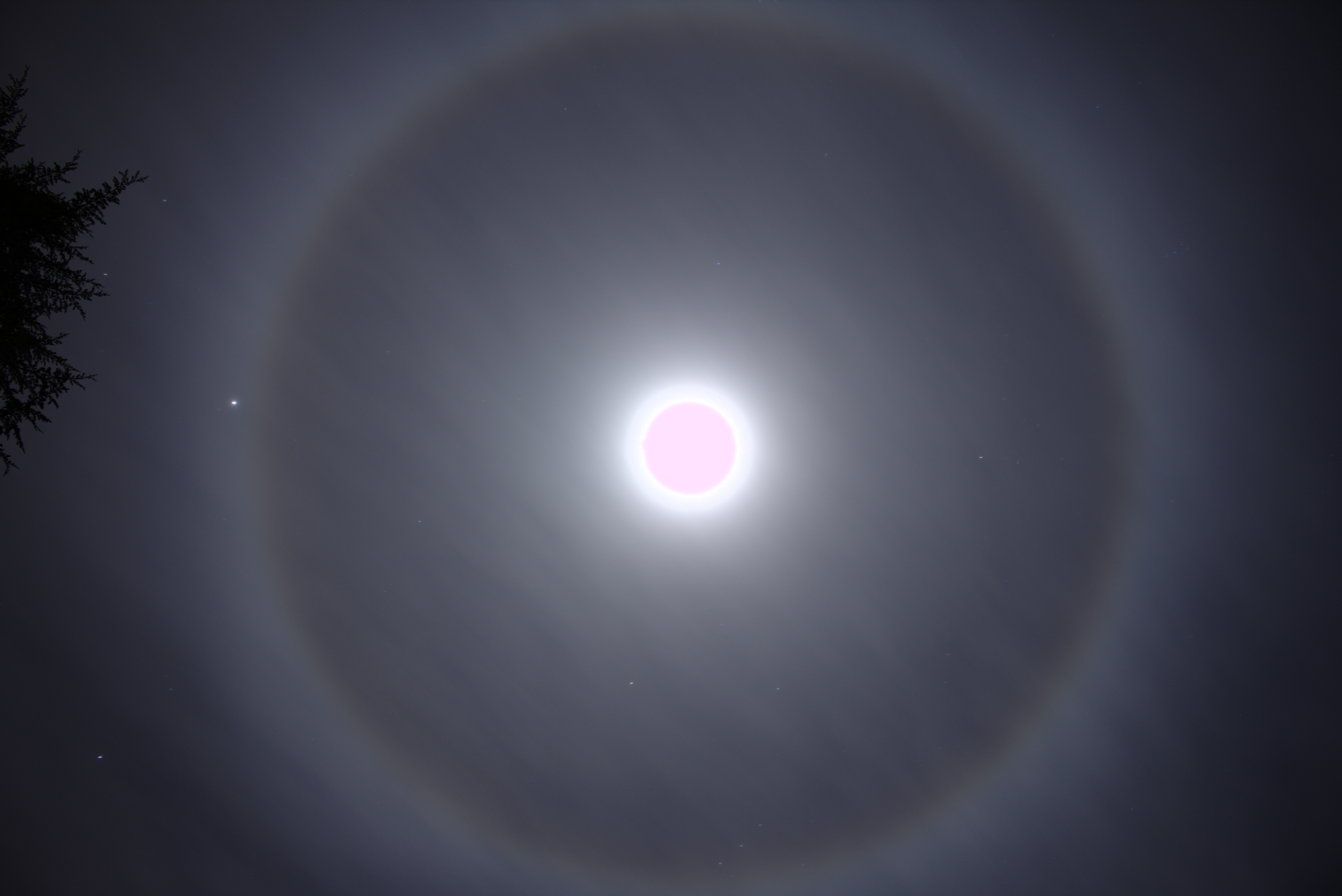
Um halo de 22 graus em volta da lua

Um halo de 22° é um halo, um tipo de fenômeno ótico, que forma um círculo com um raio de aproximadamente 22° em volta do Sol e ocasionalmente em volta da Lua (também chamado de anel lunar ou halo de inverno). É formado conforme a luz solar é refratada em milhões de cristais de gelo hexagonais aleatoriamente orientados e suspensos na atmosfera.

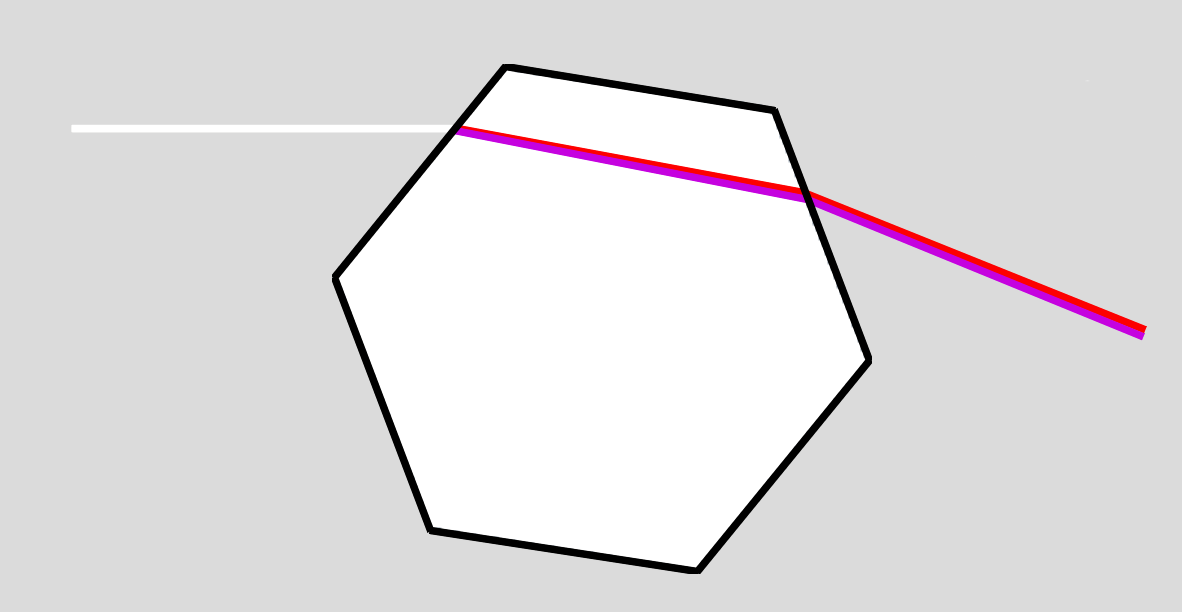
Caminho da luz através de um prima hexagonal em um ângulo ótimo resultando num desvio mínimo

Conforme a luz passa pelo ângulo do ápice de 60° de um prisma hexagonal de gelo, ele é defletido duas vezes resultando em desvios de ângulo de 22° para 50°. O ângulo de desvio mínimo é quase 22° (ou mais especificamente 21,84° de média, 21,54° para a luz vermelha e 22,37° para a luz azul). Esta variação do comprimento de onda na refração torna a borda interior da borda ser avermelhada e a borda exterior ser azulada. Como nenhuma luz é refratada em ângulos menores do que 22° o céu é mais escuro dentro do halo.
Um halo de 22º pode ser visível em mais de 100 dias por ano, o que é mais frequente que um arco íris.
No folclore, é dito que um anel lunar é um aviso de uma tempestade se aproximando. Assim como outros halos de gelo, o halo aparece quando o céu está coberto por nuvens cirrus ou nuvens cirrostratus que às vezes precedem em alguns dias uma grande frente de tempestade.  Entretanto, o mesmo tipo de nuvem pode ocorrer sem associação com mudanças de tempo, tornando o halo de 22º impreciso como um sinal de um tempo ruim nos dias a seguir.
Outro fenômeno que resulta em um "anel em torno do Sol/Lua" - e portanto é confundido com o halo de 22º- é a corona, no entanto, esta é produzida por gotas de água em vez  de cristais de gelo e o anel pode ser menor e mais colorido.